# セイモア (ビクトリア州)

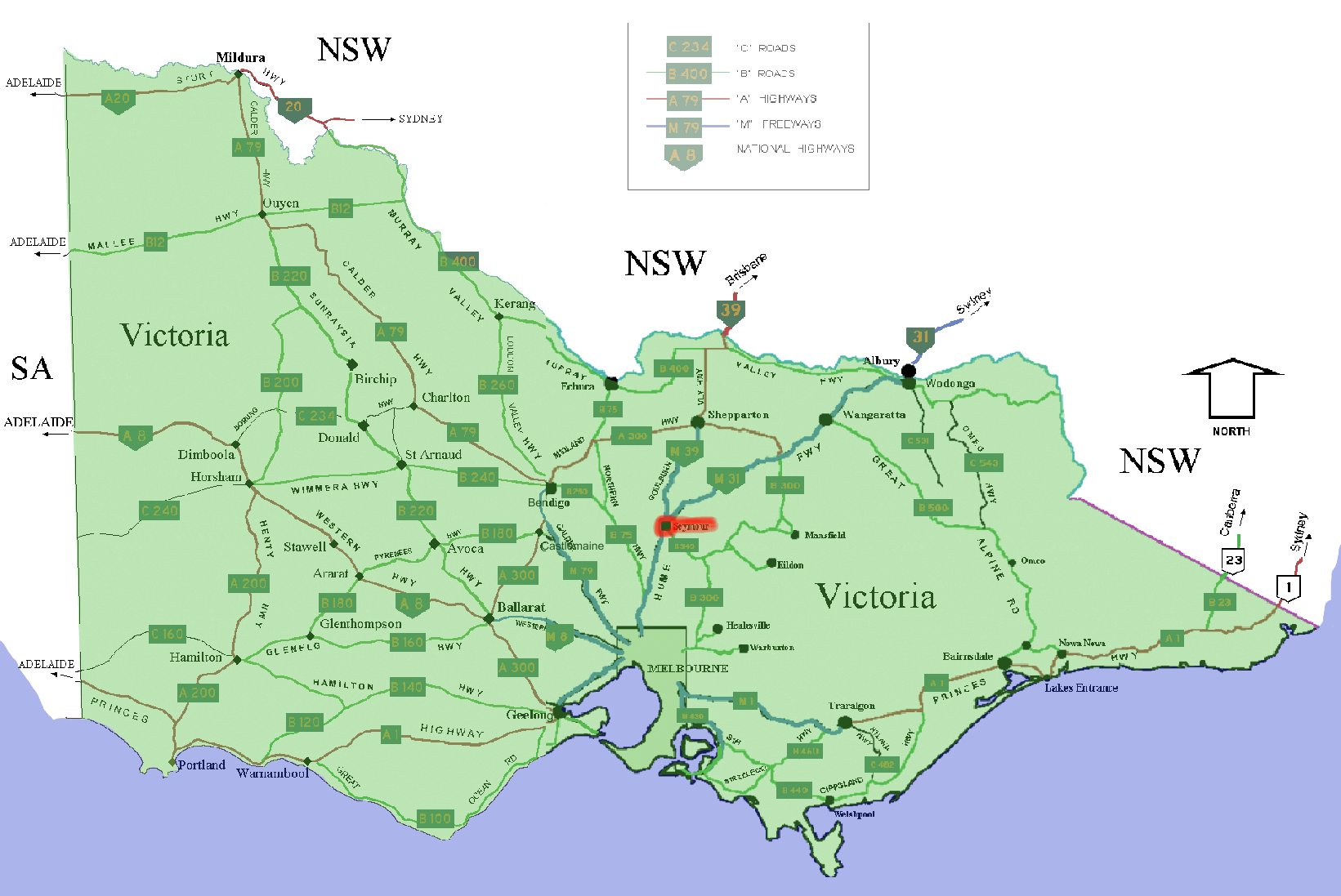
州の地図。赤点がセイモアの位置

セイモア、シーモア（英: Seymour [ˈsiːmɔːr]）は、オーストラリア、ビクトリア州の町。州都メルボルンの北97kmに位置する。1839年設立。1872年には鉄道が敷かれた。人口は7000人。

## 産業
羊・家畜・ワイン・農業

## 近郊
パッカパニアル陸軍基地